# Ernest Coeckelbergh
Pour les articles homonymes, voir Coeckelbergh.
Ernest Coeckelbergh, né à Gosselies le 15 septembre 1888 et mort à Charleroi le 14 juillet 1962 est un avocat, enseignant et homme politique belge catholique. 

## Biographie
Ernest Théophile Guillaume Joseph Coeckelbergh, né à Gosselies le 15 septembre 1888, est le fils d'Ernest Coekelbergh, négociant, et de Anne Van Kerkhoven. Il était marié à Alix Gobbe, fille de Henri Gobbe, président fondateur du quotidien Le Pays Wallon (1889-1939), porteur des valeurs de l'encyclique « Rerum Novarum». Ils ont eu trois enfants : Marie-Thérèse (1924), Bernadette (1925-1996) & Emmanuel (1931).
En 1912, Ernest Coeckelbergh obtient le diplôme de docteur en droit à l'Université catholique de Louvain. Inscrit comme avocat au barreau de Charleroi dont il est élu bâtonnier à deux reprises, après la Seconde Guerre mondiale. Il est également administrateur puis vice-président de la Mutualité Chrétienne de Belgique.
Il a enseigné le droit à l'Université du Travail Paul Pastur à Charleroi. 
Au niveau politique, il est sénateur coopté de 1946 à 1949 au sein du Parti social chrétien (PSC). Il n'a pas souhaité renouveler ce mandat de sénateur afin de donner la priorité à sa profession d'avocat.

## Sources
- Bio sur ODIS